# Halloween (film, 2018)
Vous lisez un « bon article » labellisé en 2019.
Pour les articles homonymes, voir Halloween (homonymie).
Série Halloween
Halloween 2
(2009) Halloween Kills
(2021)
Pour plus de détails, voir Fiche technique et Distribution.
Halloween est un film d'horreur américain réalisé par David Gordon Green, sorti en 2018. Ce long métrage est le onzième de la série de films Halloween.
Ce nouvel Halloween marque le 40e anniversaire du film original de 1978, avec le retour de John Carpenter dans le rôle de producteur délégué et la reprise du rôle de Laurie Strode par Jamie Lee Curtis. En outre, le film met aussi en vedette Judy Greer dans le rôle de Karen Nelson, la fille de Laurie, Andi Matichak dans celui d'Allyson, la petite-fille de Laurie, Will Patton dans le rôle de l'officier Hawkins tandis que Virginia Gardner incarne Vicky, une amie d'Allyson. James Jude Courtney et Haluk Bilginer incarnent respectivement Michael Myers et son psychiatre Ranbir Sartain.
Produit par Blumhouse Productions, ce film anniversaire se veut fidèle à l’œuvre originale de Carpenter en y intégrant tous les ingrédients qui ont fait de celui-ci un film culte. Les scénaristes font le choix d'oublier volontairement toutes les autres suites produites jusqu'alors pour se placer quarante ans après les événements d'Halloween : La Nuit des masques. Dans le but de proposer une histoire différente des autres films de la série, le lien familial entre Michael Myers et Laurie Strode est aussi volontairement effacé. Est affichée une volonté de revenir aux fondamentaux du style de John Carpenter, celui-ci revenant non seulement comme producteur délégué mais également comme compositeur de la bande-originale du film.
L'intrigue du film se porte sur les retrouvailles macabres entre le tueur psychopathe Michael Myers et Laurie Strode. Celle-ci, profondément traumatisée par le souvenir de la nuit d'Halloween 1978, a passé les quatre décennies suivantes recluse, à se préparer au retour de son bourreau, avec des conséquences importantes sur sa vie familiale. Alors qu'il doit être transféré dans un nouvel hôpital psychiatrique, Michael réussit à s'échapper et se dirige à nouveau vers Haddonfield, alors que les festivités d'Halloween battent leur plein. Laurie va donc devoir à nouveau lui faire face afin de protéger sa famille, notamment sa fille Karen et sa petite-fille Allyson.
Après plusieurs projections publiques réalisées dans divers festivals, notamment lors du festival de Toronto en septembre 2018, et autres événements organisés autour de la sortie du film, l'avant-première privée d'Halloween se déroule le 17 octobre 2018 au Grauman's Chinese Theatre, à Hollywood, en présence de toute l'équipe.
Doté d'un budget de production de 10 000 000 $, le film reçoit un accueil critique enthousiaste et rapporte 255 614 941 $ dans le monde entier, ce qui en fait la meilleure performance de toute la franchise Halloween au box-office. Deux suites, Halloween Kills et Halloween Ends sont rapidement mises en chantier.

## Synopsis

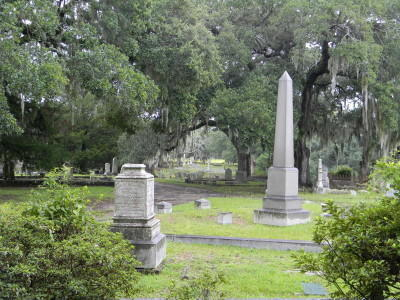
Le cimetière Magnolia, à Charleston, en Caroline du Sud, où une scène du film a été tournée.

Le 30 octobre 2018, Aaron Korey et Dana Haines, deux podcasteurs britanniques, se rendent à l’hôpital psychiatrique de Smith's Grove afin de réaliser un reportage sur le tueur d'Halloween, Michael Myers. Sur place, ils rencontrent le docteur Ranbir Sartain, qui s'occupe de ce dernier depuis la mort du docteur Sam Loomis. Sartain les conduit dans la cour de l'hôpital où ils aperçoivent Michael, enchaîné. Dans le but de provoquer une quelconque réaction chez lui, Aaron sort de son sac le masque blanc qu'il portait lors de la nuit d'Halloween de 1978. Bien qu'il soit dos au reporters, il sent la présence du masque et les autres patients de l'hôpital se mettent à pousser des hurlements de folie. Aaron lui pose des questions et l'implore de dire quelque chose, mais Myers reste muet.
Les deux journalistes partent chez Laurie Strode pour l'interroger sur l'expérience traumatisante qu'elle a vécu il y a quarante ans. Elle accepte de les recevoir après que ceux-ci lui aient promis de lui verser 3 000 $. Les questions des podcasteurs se portent sur ce qu'elle pense de Myers et de sa vie brisée après le massacre. Manifestement agacée par les questions et les réflexions des journalistes, elle leur demande de partir.
Allyson, la petite-fille de Laurie, part au lycée avec ses amis, Vicky et Dave. Là-bas, elle retrouve son petit-copain, Cameron et son ami Oscar. Ils discutent du bal d'Halloween prévu le lendemain. Après les cours, Laurie retrouve Allyson à son lycée pour lui donner les 3 000 $ qu'elle vient de recevoir des journalistes. Dans sa maison, Laurie s'est constituée un arsenal et a mis en place des protections en tout genre. Elle passe sa journée à s’entraîner au tir sur de vieux mannequins.
Le soir, Michael Myers est transféré vers un institut de haute sécurité. Le docteur Sartain décide d'accompagner son patient pour garantir le bon fonctionnement de son transfert. Laurie est devant l'institut et regarde le bus partir vers sa nouvelle destination. Dans sa voiture, elle craque et hurle de colère. Elle se rend plus tard au restaurant où dîne sa famille. Bouleversée, elle se met à parler de Myers devant les autres, ce qui finit par les mettre mal à l'aise. Elle repart plus tard chez elle. Karen, la fille de Laurie et la mère d'Allyson, en profite pour raconter à sa fille son enfance douloureuse où Laurie lui a transmis sa névrose concernant Myers avant qu'elle ne soit enlevée par les services sociaux.
Durant la nuit, un homme et son fils aperçoivent les patients de Smith's Grove en train d'errer sur la route, le bus étant accidenté dans un fossé. L'homme descend voir s'il y a des gens qui ont besoin d'aide tandis que le fils appelle la police. Ne voyant pas son père revenir, il décide de sortir de la voiture et d'aller voir, avec un fusil de chasse. Il trouve un agent de police gravement blessé qui lui dit de se sauver au plus vite. Mais le jeune homme continue de chercher son père. Dans le bus, il tire accidentellement sur le docteur Sartain. Paniqué, il retourne dans la voiture et se fait tuer par Michael, qui s'était caché sur la banquette arrière.
L'agent de police Frank Hawkins est dépêché sur les lieux et découvre plusieurs cadavres, mais il constate que le docteur Sartain est encore en vie. Le matin du 31 octobre, il apprend que Michael Myers faisait partie du convoi et en fait part au shérif Barker. Pendant ce temps, les podcasteurs se rendent dans le cimetière de la ville où se trouve la tombe de Judith Myers. Michael les observe de loin et les suit jusque dans une station service où, après avoir tué un garagiste pour lui prendre sa combinaison, il s'en prend à Dana dans les toilettes. Aaron se précipite pour la secourir, mais Myers lui fracasse la tête contre la porte pour l'ouvrir et tue Dana. Il se dirige ensuite vers leur voiture, où il récupère son ancien masque.
Laurie apprend la nouvelle de l'accident du bus et décide de prévenir sa fille. Mais celle-ci ne la prend pas au sérieux et la met à la porte. Le soir venu, Michael déambule et assassine plusieurs personnes dans les rues d'Haddonfield et récupère un couteau de cuisine dans la cuisine d'une de ses victimes, puis il se rend dans la maison où Vicky, l'amie d'Allyson, fait du baby-sitting. Allyson, quant à elle, se rend au bal d'Halloween avec Cameron et Oscar. Sur place, elle aperçoit Cameron en train d'embrasser une autre fille. Ils se disputent et le garçon finit par prendre son téléphone et le jette dans un saladier de dessert, le rendant hors-service. Elle part avec Oscar pour finir la soirée avec Vicky. Dans la maison, alors que Julian, l'enfant qu'elle surveille, est dans sa chambre, la baby-sitter reçoit la visite de son petit-copain Dave. Alors qu'ils commencent à s'embrasser, ils entendent un bruit dans la chambre de Julian. L'enfant débarque et déclare qu'un homme se trouve dans sa chambre. Vicky va voir pour rassurer l'enfant et trouve Myers derrière la porte du placard. Celui-ci attaque violemment Vicky avec son couteau. Julian court chercher Dave et celui-ci se précipite pour secourir sa petite-amie.
Laurie rôde dans les rues de la ville pour retrouver Michael, elle l’aperçoit dans la maison de Julian où l'agent Hawkins est déjà sur place et découvre les cadavres de Vicky et de Dave. Il suit la piste du tueur en dehors de la maison et tombe nez à nez avec Laurie, qui a tiré dans l'épaule de Myers avant que celui-ci ne disparaisse. Le shérif Barker arrive accompagné du docteur Sartain et ordonne à Hawkins d'emmener le docteur avec lui pour essayer de retrouver sa trace. Allyson et Oscar se retrouvent seuls dans les rues désertes d'Haddonfield, ce dernier essaie d'embrasser Allyson mais celle-ci prend la fuite, n'étant pas amoureuse de lui. Myers arrive et embroche Oscar sur la grille d'un portail. Alertée par les cris, Allyson retourne sur ses pas et aperçoit le cadavre ainsi que Michael derrière le portail. Elle s'enfuit et trouve refuge chez des voisins. Hawkins et Sartain arrivent pour chercher Allyson. Ils l'amènent chez sa grand-mère pour qu'elle soit en sécurité. Pendant le trajet, ils retrouvent Myers et Hawkins le renverse avec sa voiture. Il sort de la voiture pour l'achever avec son arme, mais le docteur Sartain perd la raison et tue l'agent afin de l'empêcher de s'en prendre à son patient. Le docteur enfile le masque de Michael et place son corps sur la banquette arrière avec Allyson. En conduisant, Sartain déclare à Allyson qu'il faut impérativement que son patient soit étudié et non tué. Mais il se réveille et provoque un accident. Il tue Sartain en lui écrasant la tête avec son pied. Allyson en profite pour s’enfuir.
Michael se rend chez la quinquagénaire et tue le mari de Karen en l'étranglant. Laurie affronte Michael et lui tire une balle dans la main gauche. Elle le poursuit dans toute la maison jusqu'au moment où Myers la projette par la fenêtre, la faisant tomber du balcon. La petite-fille rentre dans la maison et descend dans la cave avec sa mère. Myers découvre l'entrée secrète de la cave et Karen réussit à lui tirer dessus avec son fusil. Laurie arrive et projette Myers dans la cave. Karen et Allyson en sortent et Karen déclenche un système de fermeture pour que Myers reste prisonnier dans la cave. Laurie active des systèmes de chaleur placés dans toute la cave afin de provoquer une explosion. Toute la maison est en flammes et les trois femmes, s’enfuient dans une camionnette.
À la fin du générique, la respiration de Michael Myers se fait entendre, indiquant qu'il est toujours vivant.

## Fiche technique
Sauf indication contraire, les informations mentionnées dans cette section peuvent être confirmées par les bases de données cinématographiques IMDb et Allociné,  présentes dans la section « Liens externes ».
- Titre original, français et québécois : Halloween
- Réalisation : David Gordon Green
- Scénario : David Gordon Green, Danny McBride et Jeff Fradley
- Musique : Cody Carpenter, John Carpenter et Daniel Davies
  - Montage musical : Michael K. Bauer
- Direction artistique : Sean White
- Décors : Richard A. Wright et Missy Berent Ricker
- Costumes : Emily Gunshor
- Maquillage : Sandra S. Orsolyak
- Coiffure : Patricia McAlhany Glasser
- Photographie : Michael Simmonds
- Son : Jeremy B. Davis, Joel Dougherty, Christof Gebert
- Montage : Tim Alverson
- Production : Malek Akkad, Jason Blum et Bill Block
  - Production déléguée : John Carpenter, Jamie Lee Curtis, Zanne Devine, Ryan Freimann, David Gordon Green, Danny McBride, Couper Samuelson, David Thwaites et Jeanette Volturno
  - Production associée : Laura Altmann et Scott Clackum
  - Coproduction : Sean Gowrie, Rick A. Osako, Ryan Turek et Atilla Salih Yücer
- Sociétés de production : Blumhouse Productions, Miramax, Night Blade Holdings, Rough House Pictures, Trancas International Films et Universal Pictures
- Sociétés de distribution : Universal Pictures (États-Unis, Québec) ; Universal Pictures International (France, Suisse romande) ; Sony Pictures (Belgique)[5],[6]
- Budget : 10 millions de $[7],[8]
- Pays de production :  États-Unis
- Langue originale : anglais
- Format : couleur - 35 mm - 2,39:1 - son Dolby Digital (Dolby Surround 5.1) / Dolby Atmos / DTS (DTS: X)
- Genre : épouvante-horreur (slasher), thriller, policier
- Durée : 106 minutes
- Dates de sortie :
  - Canada, Québec : 8 septembre 2018 (FIFT 2018) ; 19 octobre 2018 (sortie nationale)[9]
  - États-Unis : 20 septembre 2018 (Fantastic Fest) ; 19 octobre 2018 (sortie nationale)
  - France : 18 octobre 2018 (Festival international du film de La Roche-sur-Yon) ; 24 octobre 2018 (sortie nationale)[10]
  - Belgique, Suisse romande : 24 octobre 2018[11],[12]
- Classification :
  - États-Unis : interdit aux moins de 17 ans (R – Restricted)[N 1]
  - France : interdit aux moins de 12 ans[13],[N 2]
  - Belgique : potentiellement préjudiciable jusqu'à 12 ans (Mogelijk schadelijk voor kinderen onder de 12 jaar)[11],[14]
  - Suisse romande : interdit aux moins de 16 ans[15]
  - Québec : 13 ans et plus (violence - horreur) (13+ / 13 years and over)[9]

## Distribution
- Jamie Lee Curtis (VF : Françoise Vallon ; VQ : Claudine Chatel) : Laurie Strode
- James Jude Courtney : Michael Myers
- Nick Castle : Michael Myers (caméo)
- Judy Greer (VF : Laurence Dourlens ; VQ : Julie Burroughs) : Karen Nelson
- Andi Matichak (VF : Laure Berend-Sagols ; VQ : Stéfanie Dolan) : Allyson Nelson
- Will Patton (VF : Féodor Atkine ; VQ : Benoit Rousseau) : l'officier Frank Hawkins
- Jefferson Hall (VF : Thibaut Lacour ; VQ : Éric Bruneau) : Aaron Korey
- Rhian Rees (VF : Olivia Nicosia ; VQ : Manon Leblanc) : Dana Hanes
- Haluk Bilginer (VF : François Dunoyer ; VQ : Jean-Marie Moncelet) : Dr Ranbir Sartain
- Virginia Gardner (VF : Sarah Brannens ; VQ : Émilie Bibeau) : Vicky
- Dylan Arnold (VF : Pierre Hancisse ; VQ : Alexandre Bacon) : Cameron Elam
- Miles Robbins (VF : Pierre Boulanger ; VQ : Tom-Eliot Girard) : Dave
- Drew Scheid (VF : Antoine Joly ; VQ : Nicolas Poulin) : Oscar
- Toby Huss (VF : Christian Gonon ; VQ : Éric Gaudry) : Ray Nelson
- Omar J. Dorsey (VF : Bruno Henry) : shérif Barker
- Jibrail Nantambu (VF : Gwenaëlle Jegou ; VQ : Adam Moussamih) : Julian
- Charlie Benton (VF : Jérémie Bédrune) : l'officier Richards
- Christopher Allen Nelson (VF : Jean-Philippe Desrousseaux) : l'officier Francis
- Brien Gregorie : le père
- Vince Mattis (VF : Dorothée Pousséo) : le fils
- Diva Tyler : la gardienne du cimetière
- Carmela McNeal : Vanessa
- Michael Smallwood : Marcus
- Michael Harrity : Warden Kuneman
- Matthew Anderson : Haskell
- Pedro Lopez : Lynch
- Sophia Miller : Karen, jeune
- P. J. Soles : l'institutrice (caméo)
- Colin Mahan : Dr Samuel Loomis (voix)
- Sandy Johnson : Judith Myers (image d'archive)

Version française réalisée par Dubbing Brothers ; direction artistique : Christèle Wurmser ; adaptation des dialogues : Christian Niemiec et Ludovic Manchette ; enregistrement : Aurélien Ghalaïmia ; mixage : Pierre Buteau,
Version québécoise réalisée par Difuze ; direction artistique : Sébastien Dhavernas ; adaptation des dialogues : Nadine Taillon et Andréane Girard

## Production

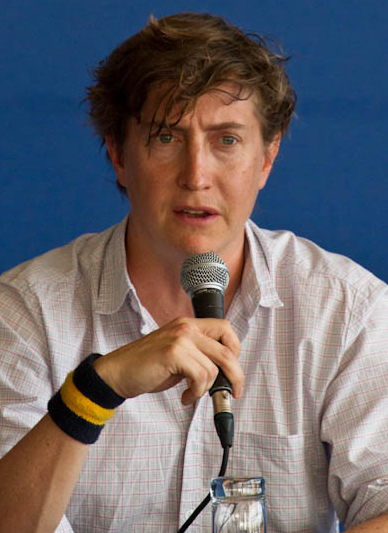
David Gordon Green au festival de Deauville en 2013.

### Développement
Peu de temps après la sortie d'Halloween 2, réalisé par Rob Zombie en 2009, les frères Weinstein décident de lancer le projet d'une suite en 3D. Halloween 3D est alors prévu pour sortir sur les écrans en 2010, puis en 2012. Mais alors que Todd Farmer et Patrick Lussier sont choisis pour s'occuper réciproquement de l'écriture et de la réalisation du film, les dirigeants du studio Dimension Films décident d'abandonner la production d'une nouvelle suite.
En 2012, le studio Platinium Dunes se montre intéressé par un partenariat avec Dimension Films pour produire un nouveau film Halloween. Cette fois, il n'est pas question d'une suite, mais d'un reboot de la saga. Cependant, Dimension films ne souhaite pas continuer le projet, celui-ci est donc encore annulé. Plus tard, les concept art de Federico D’Alessandro, qui a travaillé sur ce projet avorté, sont diffusés sur internet.
Le 1er mai 2014, le site officiel annonce qu'un nouvel Halloween est en cours de préparation : il s'agit d'un Halloween 3. Plus tard, le producteur Malek Akkad déclare que les studios travaillent à l'élaboration du scénario du futur Halloween. Le 9 février 2015, The Hollywood Reporter rapporte que Patrick Melton et Marcus Dunstan, scénaristes des Saw 4 à 7, sont alors chargés d'écrire le scénario d'un nouveau film. Le site Bloody Disgusting précise aussi que cet opus ne sera pas en 3D et ne sera ni un remake, ni un reboot du premier film. La source déclare aussi que ce ne sera finalement pas une suite aux deux Halloween de Zombie mais un « recalibrage » sans donner plus de détails.
Le site officiel HalloweenMovies annonce, le 15 juin 2015, le début de la préproduction du nouveau film et dévoile le titre officiel : Halloween Returns. Le site confirme par la même occasion la présence de Marcus Dunstan à la réalisation ainsi qu'à l'écriture du scénario aux côtés de Patrick Melton. La production du film est prévue pour débuter en juillet 2015. Le producteur Bob Weinstein, co-président de Dimension Films, déclare : « Michael Myers a pris une longue pause en dehors des cinémas et nous savons que les fans sont impatients de voir son retour. Nous essayons de faire en sorte qu'il soit l'un des films les plus effrayants de toute la franchise. » Mais le 28 décembre 2015, le site Bloody-Disgusting annonce que le projet est une nouvelle fois annulé. Le site annonce que la cause de l'annulation est que le studio de production Dimension Films, qui détient les droits de la franchise Halloween depuis 1994, vient de perdre les droits de production. Avant qu'Halloween Returns ne soit annulé, les rumeurs indiquaient que le studio devait faire suite au Halloween 2 de 1981 et aurait dû s'intéresser à la vendetta des enfants victime de Myers, tandis que celui-ci devait se trouver dans le couloir de la mort.
Le 23 mai 2016, le site officiel annonce le partenariat entre les studios Miramax, Trancas international Films et Blumhouse Productions pour relancer la franchise Halloween. Cette fois, ils annoncent clairement leur intention de produire un reboot sans lien avec les films de Rob Zombie. John Carpenter, réalisateur du premier film, Halloween : La Nuit des masques, revient en tant que producteur délégué. Le réalisateur Adam Wingard est alors en discussion pour réaliser le nouveau film, il obtient même la bénédiction de Carpenter. Mais le 9 février 2017, la production annonce finalement l'arrivée de David Gordon Green au poste de réalisateur du nouvel Halloween, le site officiel annonce aussi qu'il sera chargé d'écrire le scénario du film avec Danny McBride. Le duo est rejoint plus tard par le scénariste Jeff Fradley. Le producteur Jason Blum aime le fait que David Gordon Green fasse ici ses premiers pas dans le monde de l'horreur. Selon lui, un film d'horreur ne doit pas spécifiquement être réalisé par un spécialiste du genre, mais surtout par un bon cinéaste. John Carpenter laisse aussi planer le doute sur le fait qu'il s'occuperait peut-être de composer la musique du film. Ce onzième long métrage de la franchise est également un film anniversaire, puisqu'il sort quarante ans après Halloween : La Nuit des masques. Le lendemain de l'annonce, le co-scénariste Danny McBride confirme que le nouveau film en préparation n'est pas un remake du film de 1978. Carpenter déclare plus tard que le film est une suite à Halloween : La Nuit des masques et ignore tous les autres films existants.

### Scénario
Les scénaristes travaillent pendant huit mois pour parvenir à trouver le bon scénario, avec environ 80 projets différents. À l'origine, ils prévoient d'inclure les précédentes suites pour garder un lien chronologique avec toute la franchise. Mais ils renoncent finalement à cette idée pour repartir sur de nouvelles bases. McBride déclare : « Prendre en compte les autres suites revenait à effectuer un travail d'ingénieur pour que tout fasse sens. Finalement, on ressentait surtout de la frustration. » Les scénaristes décident donc de placer ce nouvel Halloween dans la continuité du premier film sans tenir compte des autres suites. Un procédé similaire avait déjà été utilisé pour le film Halloween, 20 ans après qui faisait directement suite aux deux premiers films tout en ignorant les autres opus. Cette volonté d'un retour aux sources permet, selon Danny McBride, de retrouver l'ambiance du film originel, en privilégiant la tension et le suspense plutôt que le gore. Les scénaristes déclarent vouloir faire le film qu'ils auraient voulu voir en tant que fans de la franchise, dont ils assurent avoir visionnés toutes les suites pour essayer d'offrir la meilleure expérience possible pour les spectateurs. John Carpenter affirme avoir été impressionné par l'histoire imaginée par les deux scénaristes. Selon Nick Castle, l'interprète de Michael Myers, le film reprend les codes du film original sans pour autant copier ce qui a été fait par le passé. En outre, les scénaristes veulent centrer l'action du film dans un pavillon de banlieue, comme dans La Nuit des masques.

Le co-scénariste Danny McBride déclare en mars 2018 : « Nous avons pensé qu'il serait plus facile de revenir aux sources et de poursuivre après le premier film. C'est plus sympa que de savoir qu'on travaille sur Halloween 11. » McBride poursuit en déclarant qu'il y aura tout de même des références aux anciens films : « Nous faisons référence aux autres films. C'est pour les fans, nous avons voulu leur rendre hommage car nous respectons chaque Halloween. » Les scénaristes décident aussi de supprimer le lien familial entre Michael et Laurie, introduit dans Halloween 2 par Carpenter, pour tenter d'aller dans une direction différente des autres suites et de redonner un aspect terrifiant aux agissements de Myers. McBride déclare : 

« J'ai voulu enlever le lien familial dès le départ. J'avais l'impression que ça le rendait moins effrayant. Que ça semblait trop personnel. Je n'avais plus peur de Michael Myers, parce que je ne suis pas son frère et qu'il ne viendra donc pas me chercher. En faisant ça, on entre dans un territoire inconnu. Peut-être que nous le regretterons plus tard, mais je pense que c'est cool d'apporter quelque chose de différent. »

Les scénaristes indiquent que le film porte principalement sur trois générations de femmes en pleine reconstruction après une tragédie vieille de quarante ans. Laurie, sa fille Karen et sa petite fille Allyson ont été affectées de près ou de loin par un événement traumatisant et estiment avoir aujourd'hui le droit de vivre une vie normale sans la peur que représente Michael Myers. Le réalisateur explique que Laurie s'est éloignée de sa famille à cause de ses troubles paranoïaques et de son problème d'alcool. Elle a aussi fait de sa maison un endroit dont elle a le contrôle, grâce à des pièges installés dans chaque pièce, cela incite sa fille Karen à prendre ses distances avec sa mère. Il est mentionné dans le film que Laurie a eu deux mariages ratés, mais le réalisateur et scénariste David Gordon Green indique néanmoins que Laurie n'a jamais été réellement amoureuse et qu'aucun de ses deux ex-maris n'est le père de Karen, qui est probablement née à la suite d'une aventure d'un soir avec un inconnu.
L'idée des deux podcasteurs qui enquêtent sur le drame d'Halloween est l'élément du scénario qui permet aux spectateurs novices de se familiariser avec le passé des personnages. Cet élément a évolué au fil des réécritures du scénario. Au départ, ils devaient êtres des journalistes avec des caméras mais, afin de garder le film intemporel pour les années à venir, à cause des modèles de caméras qui changent constamment, David Gordon Green préfère l'utilisation des podcasteurs. La mort du personnage d'Oscar, empalé sur un portail, est basée sur une idée qui hante David Gordon Green depuis quinze ans.
Dans une des premières versions du scénario, McBride, Green et Fradley planchent sur l'idée de réécrire la scène finale du premier Halloween pour l'incorporer dans l'introduction du nouveau film mais d'une manière différente. La fin de La Nuit des masques est alors modifiée et montre Michael tuer le docteur Loomis avant de se faire cribler de balles par Laurie. Dans cette même version du scénario, la fin du film est aussi différente puisque Laurie Strode y trouve la mort après son ultime face à face avec Michael. Dans cette version, le nom de Karen est Jamie, en référence à Jamie Lloyd, la fille de Laurie Strode dans les précédents films.

### Attribution des rôles

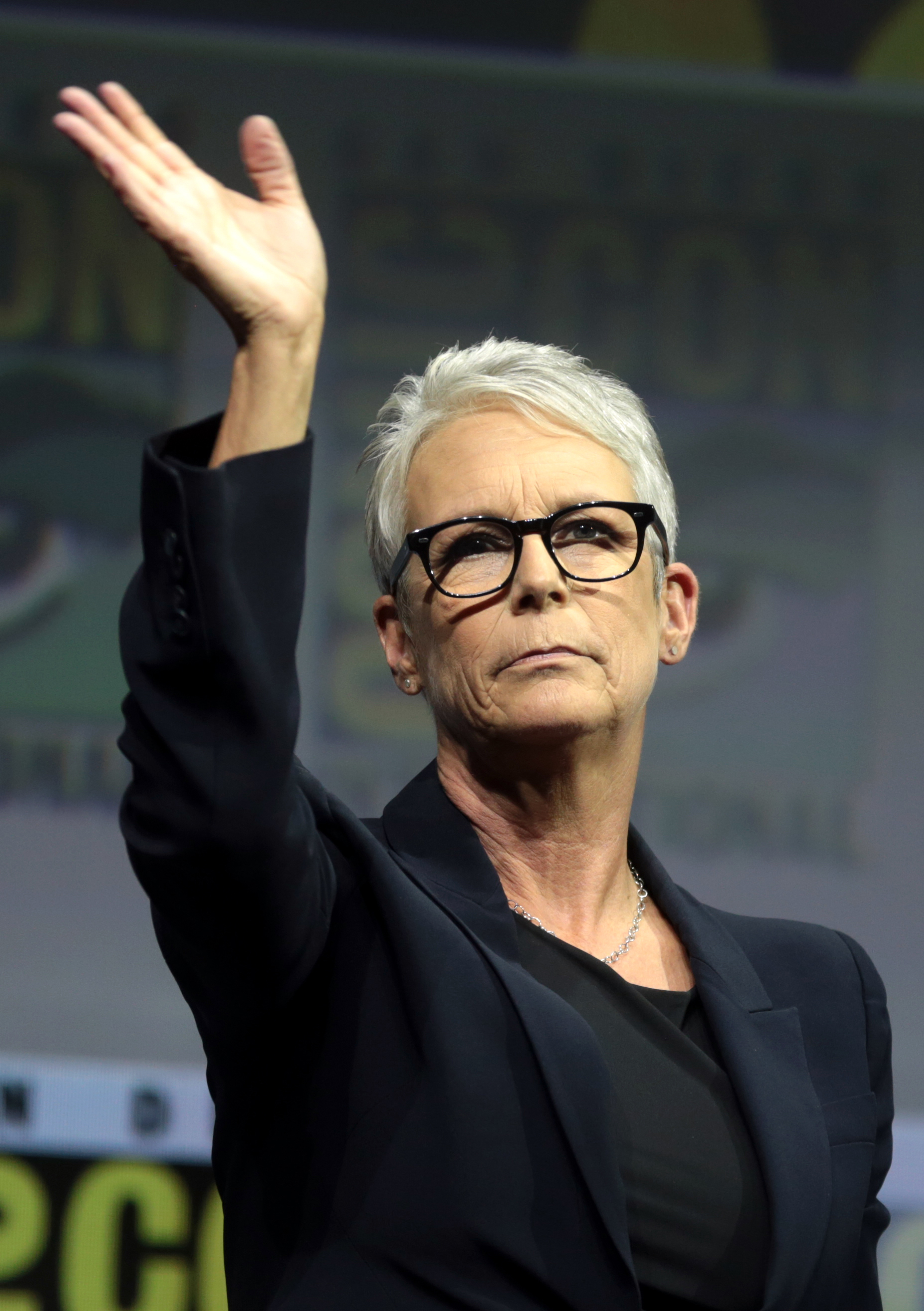
Jamie Lee Curtis au San Diego Comic-Con en 2018.

Le 15 septembre 2017, la production confirme que l'actrice Jamie Lee Curtis, qui a incarné Laurie Strode dans 4 films de la franchise, est de retour dans le nouveau film. Curtis s'est laissé convaincre de lire le scénario par son filleul Jake Gyllenhaal, qui a travaillé avec David Gordon Green sur le film Stronger et qui, selon lui, a été sa plus grande expérience professionnelle. Curtis déclare avoir ensuite accepté de participer au film après avoir lu les 5 ou 6 premières pages. Quelques jours plus tard, certaines rumeurs rapportent que Judy Greer serait en négociation pour jouer Karen, la fille de Laurie. Le 7 décembre 2017, l'actrice Andi Matichak rejoint la distribution du film dans le rôle d'Allyson, la fille de Karen. La présence de Judy Greer est, par la même occasion, confirmée. Plus tard, le site internet Bloody Disgusting rapporte en exclusivité la présence de l'acteur Nick Castle dans le rôle de Michael Myers. Castle avait déjà interprété le personnage dans le film de 1978. Le cascadeur James Jude Courtney est, quant à lui, choisi pour être la doublure de Myers. Quelques mois plus tard, Courtney clarifie les choses en déclarant dans une interview être le principal interprète de Michael Myers, Nick Castle a seulement été invité par le réalisateur pour avoir un caméo. C'est en réalité John Carpenter qui demande au réalisateur que Castle revienne en tant que conseiller spécial afin d'aiguiller James Jude Courtney dans son interprétation du tueur. Castle interprète uniquement Myers dans la scène où Laurie l’aperçoit derrière la fenêtre d'une maison, celui-ci penche alors légèrement la tête comme dans le film original.
Le 13 janvier 2018, la production annonce officiellement la présence des acteurs Virginia Gardner, Miles Robbins, Dylan Arnold et Drew Scheid qui interpréteront les amis d'Allyson. Trois jours plus tard, l'acteur Will Patton est annoncé pour rejoindre la distribution dans le rôle d'un policier. Le même mois, l'actrice Rhian Rees est à son tour confirmée pour avoir un rôle dans le film. Jefferson Hall est également confirmé dans la distribution. Hall et Rees interprètent des journalistes d'investigation britanniques passionnés par l'affaire Myers. Le 1er février 2018, les acteurs Haluk Bilginer et Toby Huss rejoignent la distribution dans les rôles respectifs de Startain, le nouveau psychiatre de Michael Myers, et de Ray, le mari de Karen.
L'actrice Danielle Harris, qui interprète le rôle de Jamie Lloyd, la fille de Laurie dans Halloween 4 et Halloween 5, tente de convaincre la production d'inclure une apparition de son personnage dans le nouveau film. Mais l'idée est rejetée étant donné que les films où le personnage apparait ne sont pas pris en compte dans le scénario. Tout comme Harris, l'actrice Kyle Richards, qui interprète le rôle de Lindsey Wallace dans le premier film, tente à son tour de convaincre la production d'inclure une petite apparition de son personnage dans le film mais les scénaristes n’adhèrent pas à l'idée. Le réalisateur David Gordon Green relève la présence d'un caméo vocal du personnage du Dr Loomis, interprété jadis par Donald Pleasence. Comme pour l'introduction d'Halloween, 20 ans après, où la voix de Pleasence était imitée par le comédien Tom Kane, la production décide d'opter pour le même procédé et fait appel à un imitateur pour coller à la voix du personnage, sans toutefois révéler l'identité du comédien choisi. Fin septembre 2018, la production dévoile le nom de l'acteur qui est chargé d'imiter la voix de Donald Pleasence, Colin Mahan. L'actrice P. J. Soles, qui interprète le rôle de Lynda dans La Nuit des masques, fait une petite apparition dans le film, dans le rôle d'une institutrice.

### Réalisation
Le tournage du film est d'abord prévu pour l’automne 2017 mais il est finalement repoussé à la mi-janvier 2018 en raison d'un casting qui ne serait pas encore au complet. Le tournage du film débute finalement le 13 janvier 2018 à Charleston, en Caroline du Sud. Le 16 février 2018, après un mois de tournage, l'actrice Jamie Lee Curtis annonce avoir terminé de tourner toutes ses scènes. Elle assure sur sa page Twitter que le film rendra les fans du film original fous de joie. Trois jours plus tard, la production annonce à son tour la fin du tournage principal du film.
Christopher Nelson est choisi pour être le responsable des effets spéciaux du film. Il s'emploie à recréer le masque original de Michael Myers tout en prenant en compte les quarante ans qui séparent Halloween : La Nuit des masques du nouveau film. Pour ce faire, Nelson fait appel à Justin Mabry, un sculpteur de masque fan du premier film, pour réaliser un masque identique à celui de La Nuit des masques. Ensuite, Nelson et son collège Vincent Van Dyke créent un moule à partir du masque et réalisent plusieurs modèles pour arriver au résultat final. En plus du vieillissement du masque, Nelson y ajoute une note de tristesse et de tragédie à l’expression du visage, il change également légèrement la forme des yeux et du nez pour donner un aspect tragique à Michael Myers. Dans le film, Nelson joue le rôle d'un officier de police qui se fait tuer par Myers, David Gordon Green a alors l'idée d'une tête humaine sculptée comme une citrouille d'Halloween. Nelson réalise alors un moulage de son propre visage pour créer la tête coupée illuminée.

Pour la gestuelle de Michael Myers, David Gordon Green et l'équipe du film ont observé la façon de bouger de divers animaux tels que le lynx, le léopard et le guépard afin de cerner la dynamique d'un prédateur et de sa proie et de la retranscrire sur Myers. Nick Castle a également donné des indications sur la façon de bouger du meurtrier, comme la manière dont il s'assoit en angle droit sans se servir de ses mains ou lorsqu'il penche la tête après un meurtre. Le réalisateur déclare aussi que le personnage est incarné de façon neutre, sans langage corporel identifiable : 

« On a essayé de ne surtout pas faire allusion à un type quelconque de personnalité. Je ne veux ressentir aucune empathie à son égard ni comprendre le processus mental qui a généré ce monstre. Je veux qu’il disparaisse totalement dans l’essence même du mal. »

L'un des plus gros défis auxquels a dû faire face l'équipe de décoration du film est de réussir à trouver des citrouilles fraîches en plein mois de janvier. Plusieurs camions remplis de citrouilles provenant de la Caroline du Nord sont alors utilisés pendant le tournage. La deuxième difficulté est de réussir à sélectionner des citrouilles à la forme et la taille identique pour la réalisation de plusieurs scènes et de réussir à les conserver le plus longtemps possible. Pour que les citrouilles durent plusieurs mois, l'équipe les a trempées dans des cuves d'eau de javel.
Dans le but de mieux lier le film à celui de 1978, David Gordon Green souhaite retourner la fin de La Nuit des masques dans une perspective différente. Une doublure numérique de Jamie Lee Curtis est alors envisagée pour les besoins de la scène ainsi que pour le rôle de Donald Pleasence, à la manière de Peter Cushing dans le film Rogue One: A Star Wars Story. Néanmoins, John Carpenter déclare à Green que le nouveau Halloween n'a pas besoin de reprendre la fin du film original. De plus, l'utilisation des doublures numériques auraient demandé un trop gros investissement financier, la scène est donc abandonnée.
Le 18 avril 2018, une première projection test est réalisée à Chatsworth, en Californie. Les avis de certains spectateurs sont assez mitigés sur quelques points, notamment sur le manque de continuité avec la franchise et sur la fin du film. En mai 2018, le site Bloody Disgusting rapporte que le film doit repartir en tournage afin d'améliorer les points négatifs soulevés par la projection test. Certains plans, qui doivent être intégrés à la fin du film, sont tournés le 11 juin 2018, toujours à Charleston.
Comme tous les films de la franchise, Halloween est classé « R - Restricted » lors de sa sortie aux États-Unis, ce qui signifie qu'une personne de moins de 17 ans doit être obligatoirement accompagnée d'un adulte en raison de « scènes violentes et sanglantes, de la violence verbale, d'un léger usage de drogue et de la nudité. » En France, le film est interdit aux moins de 12 ans en raison de « ses scènes de crime répétées et son climat angoissant » par le centre national de la cinématographie. En Belgique, le film est également interdit aux moins de douze ans par la Commission intercommunautaire de contrôle des films. En Suisse, la Commission nationale du film et de la protection des mineurs interdit le film aux moins de seize ans avec une autorisation pour les 14-15 ans d'être accompagnés d'un adulte. Au Québec, le film est classé 13 + « Violence » et « Horreur », ce qui signifie qu'un enfant de moins de treize ans ne peut visionner le film sauf s'il est accompagné d'un adulte en raison d'un « climat de tension appuyé par la trame sonore et présente de multiples agressions sanglantes commises par un psychopathe masqué qui s’acharne violemment sur ses victimes. »

## Musique

### Bande originale
Lors de l'officialisation de sa participation au film en tant que producteur exécutif, John Carpenter, déjà compositeur de la musique de son film La Nuit des masques et co-compositeur, avec Alan Howarth, des musiques des deux suites Halloween 2 et Halloween 3 : Le Sang du sorcier, annonce qu'il aimerait s'occuper de la musique du nouveau film. Quelques mois plus tard, en octobre 2017, Carpenter officialise sa présence au poste de compositeur et déclare qu'il réfléchissait à la manière dont il allait composer la nouvelle bande-originale, s'il réutiliserait ses anciennes musiques ou s'il en composerait de nouvelles.
Tout comme sur ses albums studio Lost Themes et Lost Themes II, John Carpenter collabore ici avec son fils Cody et son filleul Daniel Davies. Les trois musiciens utilisent principalement des synthétiseurs, des pianos et des percussions électroniques. Carpenter conseille également David Gordon Green sur le montage musical du film, lui indiquant qu'il ne sert à rien de préparer les moments de tension avec de la musique, les bruits d'ambiance suffisent généralement. Le studio déclare que « même si la nouvelle partition a été réalisée avec des moyens plus élevés que la célèbre bande-originale de Carpenter, son esprit musical a été préservé. » L'album est sorti le 19 octobre 2018 sur le label Sacred Bones Records avec, en plus du CD, une édition vinyle limitée.
Un an plus tard, le label Sacred Bones Records annonce la sortie d'un nouvel album avec 28 minutes de musique supplémentaire. Ce nouvel album sortira le 18 octobre 2019 en CD avec également plusieurs éditions vinyles limitées.

### Musiques préexistantes
Sauf indication contraire ou complémentaire, les informations mentionnées dans cette section proviennent du générique de fin de l'œuvre audiovisuelle présentée ici.
- Tonight in the Moonlight par The Morrie Morrison Orchestra.
- Close to Me par Heavy Young Heathens (en) (fin du générique de fin).
- Opens Trunk de Tito Larriva et Steven Hufsteter.
- Sweet Moon par John Carpenter, Cody Carpenter et Daniel Davies
- Dragon Shark par Joseph Stephens (en).
- The Power of Love par Huey Lewis and the News.
- Burn This City par Danielle Parente.
- I Don't Play par Kiki Mandoa.

## Accueil

### Accueil critique
Le film reçoit des critiques majoritairement positives de la part de la presse américaine. À partir de 389 avis recueillis par Rotten Tomatoes, Halloween reçoit une note de 79 % d'approbation globale avec une note de 72 % émis par les spectateurs, l'avis général émis par les membres du site étant que « Halloween fait table rase du passé après des décennies de suites décevantes, ignorant une mythologie de plus en plus compliquée au profit d'ingrédients simples, mais toujours efficaces. » Perri Nemiroff, de Collider, lui donne la note A- et salue la manière dont David Gordon Green met en scène le personnage de Michael Myers pour lui redonner la sensation d'être simplement « la silhouette » (« The Shape ») comme dans le film de 1978. Il déclare aussi que « Halloween est un brillant exemple de ce que les remakes ou suites de slasher devrait s'efforcer d’être. » Joe Lipsett, du site Bloody Disgusting, lui donne la note de 4 sur 5 et déclare que « le combat entre Michael et Laurie est plus soutenu et plus sale que celui d'Halloween, 20 ans après. » Pour Victor Stiff, du site The Playlist, Halloween obtient la note de A-. Le journaliste déclare que le film est tout simplement « une lettre d'amour au film original » et qu'il devrait « séduire les anciens fans inconditionnels de la franchise ainsi que les nouveaux fans. » Pour Peter Debruge, de Variety, le film « renoue avec la mythologie établie par Carpenter et propose de nouvelles sensations rafraichissantes pour les nouveaux fans. » John DeFore, de The Hollywood Reporter, déclare que le film devrait satisfaire tous les amateurs de ce genre de film. Eric Kohn, de Indiewire, lui donne quant à lui un B- et déclare que « Halloween 2018 est une sorte de miroir fissuré du film de 1978, recouvert de poussière, mais reflétant les mêmes peurs profondément enracinées. » Benjamin Lee, de The Guardian, donne au film la note de 2 sur 5 car il estime que le style du film ainsi que son scénario sont confus et maladroits. Jim Vejvoda, de IGN, donne la note de 9 sur 10 et déclare que « Jamie Lee Curtis apporte une sensibilité féroce et ravagée à son célèbre rôle de Scream Queen. » Laeh Greenblatt, de Entertainment Weekly, donne au film un B+ et décrit cette nouvelle suite comme « fidèle, vitale et aussi très amusante. » Jonathan Barkan, du site Dread Central, lui donne un 4,5 sur 5 et déclare que « Halloween rend un hommage respectueux et affectueux à Halloween : La Nuit des masques tout en gardant une identité propre. C'est le rêve de tous les fans de films d'horreur qui se réalise. » Brian Truitt, de USA Today, donne la note de 3 sur 4 et déclare que ce nouvel Halloween est « le meilleur chapitre depuis le premier film principalement pour ne pas avoir fait de Laurie une simple victime. »
En France, le film obtient une moyenne de 3,1 sur 5 sur Allociné, sur l'interprétation de 32 critiques de presse recensées. Pour Sylvestre Picard, de Ouest-France, Halloween obtient la note de 5 sur 5. Le film est pour lui « une terrible réussite. » Emmanuelle Spadacenta, de Cinemateaser, donne la note de 4 sur 5 et déclare que le film est « un nouveau coup de maître pour le producteur Jason Blum. » Simon Riaux, du site Écran large lui donne la note 3,5 sur 5 et déclare qu'Halloween « renouvelle légèrement les codes du genre et contient quelques-uns des plus beaux meurtres de la saga. » Pour Vincent De Lavaissiere, du site IGN, le film mérite un 8,5 sur 10 car il « fait honneur à l’œuvre culte de John Carpenter. » Stéphanie Belpêche, du Journal du dimanche, lui donne la note de 4 sur 5 et déclare que « le film assume une dimension mélancolique en faisant du tueur en série une figure tragique. » Benjamin Rozovas, du magazine Première, lui donne la note de 4 sur 5 et souligne le fait que le film « inaugure une nouvelle ère industrielle pour Michael Myers. » Christophe Caron, de La Voix du Nord, donne à Halloween la note de 3 sur 5 et estime que « le contrat est respecté, mais sans grande surprise. » Yann Lebecque, de L’Écran fantastique, lui donne également la note de 3 sur 5 et trouve que le film n'est « pas médiocre mais simplement dépourvu d'âme ». Il estime également que Halloween ne tient pas la comparaison avec le film de Rob Zombie, sorti en 2007. Selon lui, la version de David Gordon Green est plus édulcorée que celle de Zombie. Jean-François Rauger, du journal Le Monde, donne au film la note de 2 sur 5 et déclare qu'Halloween est « une suite de péripéties répétitives. » Christophe Carrière, du journal L'Express, donne également la note de 2 sur 5 et trouve le film « d'un ennui à couper au couteau. » Pour Robin Cannone, du Figaro, le film « sombre douloureusement dans l'insipidité » et mérite la note de 1 sur 5. Théo Ribeton, du site Les Inrockuptibles, donne lui aussi la note de 1 sur 5 et estime que « plus rien ne semble pouvoir faire vibrer ces plans mille fois vus. » Les journalistes du magazine Mad Movies sont, quant à eux, partagés sur le film. Certains, comme Alexandre Poncet et Jean-Baptiste Herment, préfèrent Halloween, 20 ans après car ils trouvent qu'Halloween manque de suspense et d'émotion en comparaison de celui-ci. Laurent Duroche estime néanmoins que c'est un film « bourré de bonnes idées. » La moyennes des six notes des journalistes est de 3,25 sur 6.

### Box-office
Pour sa première journée d'exploitation aux États-Unis, Halloween rapporte 33,3 millions de dollars dont 7,7 pour la soirée du jeudi. Le film termine son premier week-end à la première place du box-office américain, avec un peu plus de 76 millions de dollars récoltés. Halloween réalise alors le meilleur démarrage de la franchise ainsi que le second meilleur démarrage de l'histoire du film d'horreur après le film Ça, sorti un an plus tôt,. Après sa première semaine d'exploitation, et plus de 128 millions de dollars récoltés, le film bat le record du meilleur score pour un slasher sur le sol américain et détrône ainsi le film Scream, détenteur du record depuis 1996. À la fin de son exploitation cinématographique, le film rapporte 159 342 015 $ en Amérique du nord et devient ainsi la meilleure performance de la franchise Halloween au box-office américain.
En France, le film démarre son premier jour d'exploitation avec 61 460 entrées, il réalise ainsi le meilleur démarrage de la franchise en France mais reste néanmoins assez loin du score du film d'horreur La Nonne sorti un mois plus tôt et qui avait réuni 130 359 spectateurs. À la fin de sa première semaine, Halloween réuni 413 854 spectateurs. Le film termine sa course avec 843 769 entrées pour toute son exploitation dans l'hexagone. Au Québec, le film rapporte 527 339 $ lors de son premier week-end d'exploitation avec, finalement, un total de 1 429 112 $.
Avec 255 614 941 $ récoltés dans le monde entier, Halloween devient le film de la franchise qui rapporte le plus d'argent. Il bat ainsi le record détenu par le Halloween de Rob Zombie et ses 80 253 908 $ récoltés en 2007.
| Pays ou région       | Box-office      | Date d'arrêt du box-office | Nombre de semaines |
| -------------------- | --------------- | -------------------------- | ------------------ |
| États-Unis et Canada | 159 342 015 $   | 3 janvier 2019             | 11                 |
| France               | 843 769 entrées | 11 décembre 2018           | 7                  |
| Québec               | 1 429 112 $     | 11 novembre 2018           | 4                  |
| Total mondial        | 255 614 941 $   | 5 mai 2019                 | 16                 |

## Distinctions
Halloween est nommé dans plusieurs cérémonies pour sa distribution, son scénario, sa réalisation ou encore sa photographie. Le film remporte le prix de la meilleure musique au Fright Meter Awards pour John Carpenter, Cody Carpenter et Daniel Davies. En janvier 2019, Halloween est également nommé dans quatre catégories dans le Fangoria Chainsaw Awards. En septembre 2019, Jamie Lee Curtis remporte le Saturn Awards de la meilleure actrice tandis qu'Halloween est nommé dans la catégorie du meilleur film d'horreur.
| Distinctions d'Halloween | Distinctions d'Halloween                                             | Distinctions d'Halloween                           | Distinctions d'Halloween                          | Distinctions d'Halloween |
| Années                   | Évènements                                                           | Catégorie / Récompense                             | Nommé(es) / Lauréat(es)                           | Résultats                |
| ------------------------ | -------------------------------------------------------------------- | -------------------------------------------------- | ------------------------------------------------- | ------------------------ |
| 2018                     | Fright Meter Awards                                                  | Fright Meter Award de la meilleure musique         | Cody Carpenter, John Carpenteret Daniel Davies    | Lauréat                  |
| 2018                     | Fright Meter Awards                                                  | Meilleur film d'horreur                            | Halloween                                         | Nomination               |
| 2018                     | Fright Meter Awards                                                  | Meilleur réalisateur                               | David Gordon Green                                | Nomination               |
| 2018                     | Fright Meter Awards                                                  | Meilleure actrice                                  | Jamie Lee Curtis                                  | Nomination               |
| 2018                     | Fright Meter Awards                                                  | Meilleure actrice dans un second rôle              | Judy Greer                                        | Nomination               |
| 2018                     | Fright Meter Awards                                                  | Meilleur scénario                                  | David Gordon Green, Danny McBride et Jeff Fradley | Nomination               |
| 2018                     | Fright Meter Awards                                                  | Meilleure photographie                             | Michael Simmonds                                  | Nomination               |
| 2018                     | Fright Meter Awards                                                  | Meilleur montage                                   | Tim Alverson                                      | Nomination               |
| 2018                     | Festival international du film de Toronto                            | La folie de minuit                                 | David Gordon Green                                | Nomination               |
| 2018                     | Golden Schmoes Awards                                                | Meilleur film d'horreur de l'année                 | Halloween                                         | Nomination               |
| 2018                     | IGN Summer Movie Awards                                              | Meilleur film d'horreur                            | Halloween                                         | Nomination               |
| 2018                     | IGN Summer Movie Awards                                              | Meilleur interprète principal dans un film         | Jamie Lee Curtis                                  | Nomination               |
| 2018                     | Los Angeles Online Film Critics Society Award                        | Meilleur film de science-fiction ou d'horreur      | Halloween                                         | Nomination               |
| 2018                     | Odyssey Awards                                                       | Meilleur film d'horreur                            | Halloween                                         | Nomination               |
| 2018                     | Phoenix Critics Circle                                               | Meilleur film d'horreur                            | Halloween                                         | Nomination               |
| 2018                     | Rondo Hatton Classic Horror Awards                                   | Rondo Statuette du meilleur CD                     | Cody Carpenter, John Carpenteret Daniel Davies    | Lauréat                  |
| 2018                     | The BAM Awards                                                       | Meilleure actrice dans un second rôle              | Jamie Lee Curtis                                  | Nomination               |
| 2019                     | Academy of Science Fiction, Fantasy and Horror Films - Saturn Awards | Saturn Award de la meilleure actrice               | Jamie Lee Curtis                                  | Lauréat                  |
| 2019                     | Academy of Science Fiction, Fantasy and Horror Films - Saturn Awards | Meilleur film d'horreur                            | Halloween                                         | Nomination               |
| 2019                     | ASCAP Film and Television Music Awards                               | ASCAP Award des meilleurs films au box-office      | Cody Carpenter et John Carpenter                  | Lauréat                  |
| 2019                     | Critics Choice Awards                                                | Meilleur film de science-fiction ou film d'horreur | Halloween                                         | Nomination               |
| 2019                     | Fangoria Chainsaw Awards                                             | Meilleur film à large diffusion                    | David Gordon Green                                | Nomination               |
| 2019                     | Fangoria Chainsaw Awards                                             | Meilleur acteur                                    | Nick Castle et James Jude Courtney                | Nomination               |
| 2019                     | Fangoria Chainsaw Awards                                             | Meilleure actrice                                  | Jamie Lee Curtis                                  | Nomination               |
| 2019                     | Fangoria Chainsaw Awards                                             | Meilleur maquillage FX (effets spéciaux)           | Christopher Allen Nelson                          | Nomination               |
| 2019                     | Golden Trailer Awards                                                | Meilleure affiche de film d'horreur                | Halloween                                         | Nomination               |
| 2019                     | Hawaii Film Critics Society                                          | Meilleur film de science-fiction / d'horreur       | Halloween                                         | Nomination               |
| 2019                     | ICG Publicists Awards                                                | Meilleur film                                      | Halloween                                         | Nomination               |
| 2019                     | MTV Movie & TV Awards                                                | Performance la plus effrayante                     | Rhian Rees                                        | Nomination               |
| 2019                     | Music City Film Critics' Association Awards                          | Meilleur film d'horreur                            | Malek Akkad, Jason Blum et Bill Block             | Nomination               |
| 2019                     | North Carolina Film Critics Association                              | Tar Heel Award                                     | David Gordon Green et Danny McBride               | Nomination               |

## Analyse

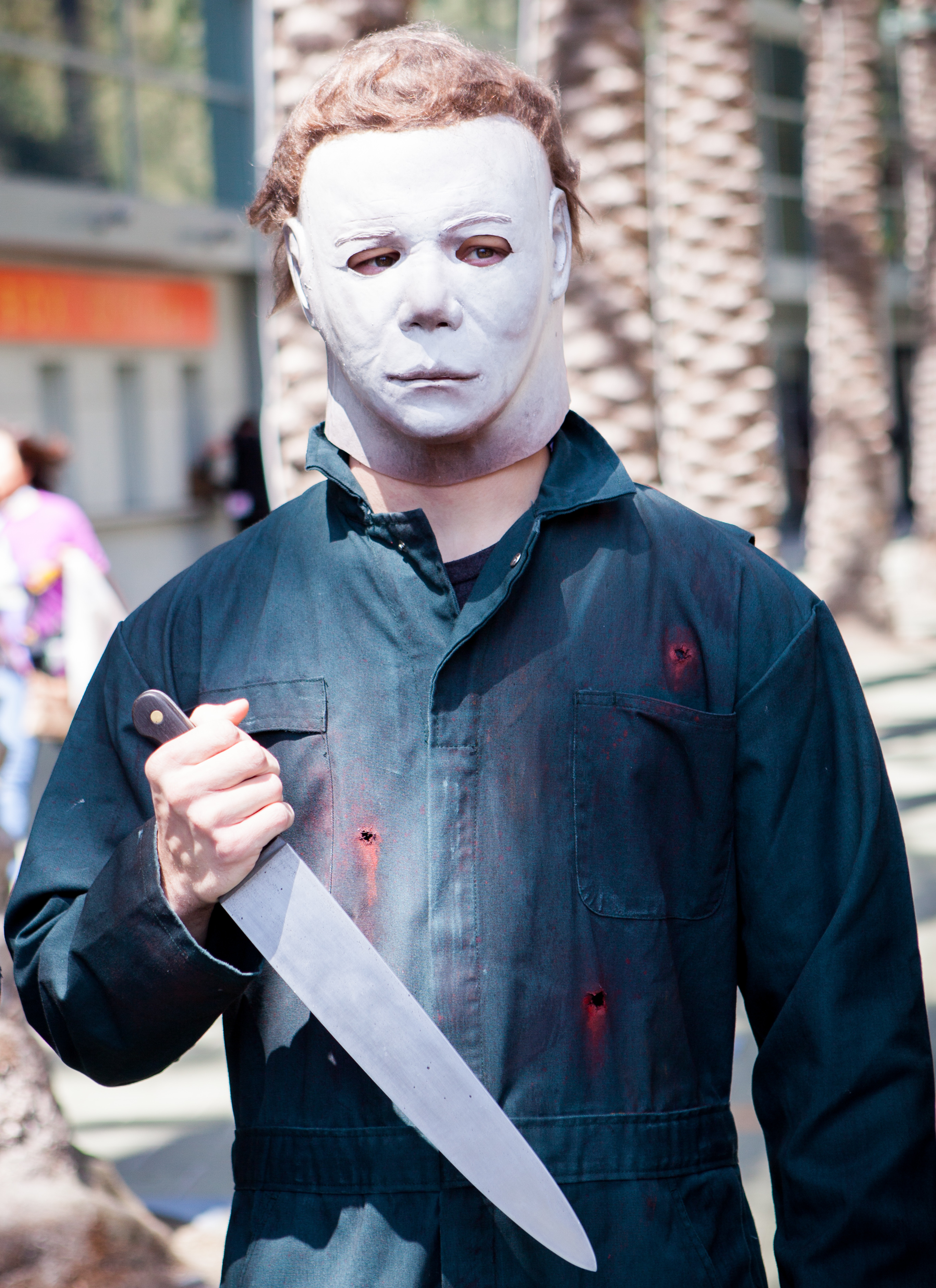
Un cosplay de Michael Myers.

Le film porte sur trois générations de femmes qui se battent contre une force maléfique, Michael Myers. L'actrice Jamie Lee Curtis y voit un rapprochement avec le mouvement MeToo, bien que le scénario ait été écrit avant que le mouvement n'éclate, qui permet aux femmes de ne plus se laisser faire face à la tyrannie de leur bourreaux masculins et de prendre les choses en main afin de ne plus avoir peur. Le personnage de Laurie Strode est l'une des dernières survivantes les plus célèbres du genre horrifique. Dans La Nuit des masques, Laurie est une fille réservée qui ne s'amuse pas beaucoup, contrairement à ses deux amies Lynda et Annie. À la fin du film de 1978, Laurie s'affirme et devient plus forte lors de son affrontement avec Myers. David Gordon Green s'est inspiré des derniers moments de Laurie dans le film de Carpenter pour développer la nouvelle personnalité de Laurie, quarante ans après le drame qu'elle a vécu. Elle est maintenant une femme forte et courageuse. Elle n'est plus la victime du harceleur masqué, elle est maintenant une personne qui se bat pour empêcher qu'un tel drame ne recommence. Selon la journaliste Jess Joho, du site Mashable, Michael Myers est également le symbole de la domination masculine toxique pour les femmes. Myers commet en effet son premier meurtre à l'âge de six ans, il tue sa sœur après que celle-ci a eu des rapports sexuels. Myers est un homme masqué et effrayant, comme un harceleur que personne n'ose dénoncer par peur de représailles. À la fin du film, les trois femmes réussissent à venir à bout de l’oppression masculine que représente le tueur.
Les scénaristes placent plusieurs références aux anciens films de la franchise Halloween dans le nouveau film. Dans la maison de Laurie, on peut apercevoir une réplique de la maison de Michael Myers telle qu'elle était dans le premier film. L'agression du personnage de Dana Haines, tuée dans les toilettes d'une station service, est une référence au meurtre du camionneur Joe Grizzly, également tué dans les toilettes, dans le Halloween réalisé par Rob Zombie. Comme pour faire un pied de nez aux suites de La Nuit des masques, on apprend dans le film qu'une rumeur raconte que Myers est le frère de Laurie, ce qui est le cas dans les anciens films. L'une des victimes du film est une vieille dame avec une robe de chambre rose qui prépare le diner, c'est une référence au personnage de Norma Elrod, dont Myers s'empare du couteau alors qu'elle prépare un sandwich dans Halloween 2. Le nom Elrod est aussi réutilisé pour un habitant d'Haddonfield. Lors d'une scène, on peut apercevoir des enfants avec des masques de squelette, de sorcière et de citrouille. Ces masques sont exactement les mêmes que les masques piégés du film Halloween 3 : Le Sang du Sorcier. Dans une scène, Allyson, alors au lycée, aperçoit Laurie, immobile, par la fenêtre. Cette scène fait référence au premier film quand Laurie est au lycée et qu'elle aperçoit Myers, immobile, par la fenêtre. Une scène similaire est également présente dans le film Halloween, 20 ans après, dans lequel une élève de Laurie aperçoit Myers par la fenêtre lors d'un cours.

## Exploitation

### Éditions en vidéo
Le film est sorti aux États-Unis en version numérique le 28 décembre 2018 puis en DVD, Blu-ray et Blu-ray Ultra HD le 15 janvier 2019. Édités par Universal Pictures, les disques contiennent six scènes coupées ainsi que cinq modules portant sur la production du film. Une édition exclusive steelbook est aussi commercialisée par le commerçant Best Buy.
En France, Halloween est sorti en DVD, Blu-ray et Blu-ray Ultra HD le 27 février 2019, édité par Universal Pictures France. Comme aux États-Unis, une édition exclusive steelbook est également commercialisée par le commerçant Fnac. Le contenu des disques français est le même que ceux des éditions américaines.
Le 15 décembre 2021, un nouveau steelbook est commercialisé dans la collection Titans of Cult. Dotée d'une illustration originale ainsi que d'un Packaging exclusif, cette édition comporte également deux pin's collectors.

### Produits dérivés
Le fabricant de masques Trick or Treat Studios obtient les droits pour produire un masque de Michael Myers sous licence officielle, qui est sorti en octobre 2018. Le fabricant spécialisé dans les figurines de collection NECA annonce quant-à-lui, en juillet 2018, la sortie d'une nouvelle figurine de Michael Myers tirée du nouveau film. Sortie en décembre 2018, cette figurine s'accompagne de nombreux accessoires tels que des armes, une deuxième tête, une citrouille illuminée, une pierre tombale ainsi que la tête d'une victime. NECA annonce plus tard, la mise en chantier de la figurine de Laurie Strode, également présentée avec des accessoires tels que des armes à feu, un couteau ou encore une deuxième tête de remplacement. La sortie est prévue pour le printemps 2019. Deux autres figurines de Michael Myers sortent également fin 2019. La première est une figurine avec de vrais vêtements et la deuxième est une figurine géante de 45 cm,. Un jeu flash est également créé en hommage aux anciens jeux vidéos style 8 bits. Dans ce jeu, nommé Escape Michael Myers, le joueur incarne Laurie Strode et doit échapper à Michael Myers qui ne cesse de la poursuivre.
Le 24 août 2018, le site officiel annonce la sortie de la novélisation du film, écrite par John Passarella et sorti le 24 octobre 2018 chez l'éditeur Titan Books. Depuis Halloween 4, sorti en 1988, aucun autre film de la franchise n'a bénéficié d'une novélisation. Halloween: The Official Movie Novelization est plutôt bien accueilli par la critique avec une moyenne de 3,92 sur 5 pour 216 votes sur le site Goodreads. Michael Giammarino, du site Bloody Disgusting, déclare que la novélisation enrichit la narration du film et lui donne plus de profondeur, le livre développe aussi beaucoup d'éléments qui ne sont pas présents à l'écran. La novélisation est également adaptée le même jour en livre audio dont la narration est assurée par Emily Sutton-Smith.

## Suites
Les scénaristes Danny McBride, David Gordon Green et Jeff Fradley prévoient d'écrire et de réaliser deux films consécutivement. Mais ils préfèrent finalement se concentrer sur un seul film. McBride déclare être intéressé pour poursuivre l'histoire dans une suite.
Une source fiable du site Bloody Disgusting rapporte que le studio Blumhouse Productions a l'intention de produire consécutivement deux suites.
Le 19 juillet 2019, le site confirme la rumeur : deux films Halloween seront bien réalisés en même temps par David Gordon Green. Le premier, Halloween Kills, est écrit par Gordon Green, Danny McBride et Scott Teems et sortira le 16 octobre 2020. Le deuxième, Halloween Ends, est écrit par Gordon Green, McBride, Paul Brad Logan et Chris Bernier, il sortira l'année suivante, le 15 octobre 2021. John Carpenter et Jamie Lee Curtis sont également de retour à la production des deux films.
Le 8 juillet 2020, David Gordon Green et John Carpenter annoncent que les dates de sortie des deux suites sont décalées d'un an à cause de la pandémie de Covid-19.